# Almazán

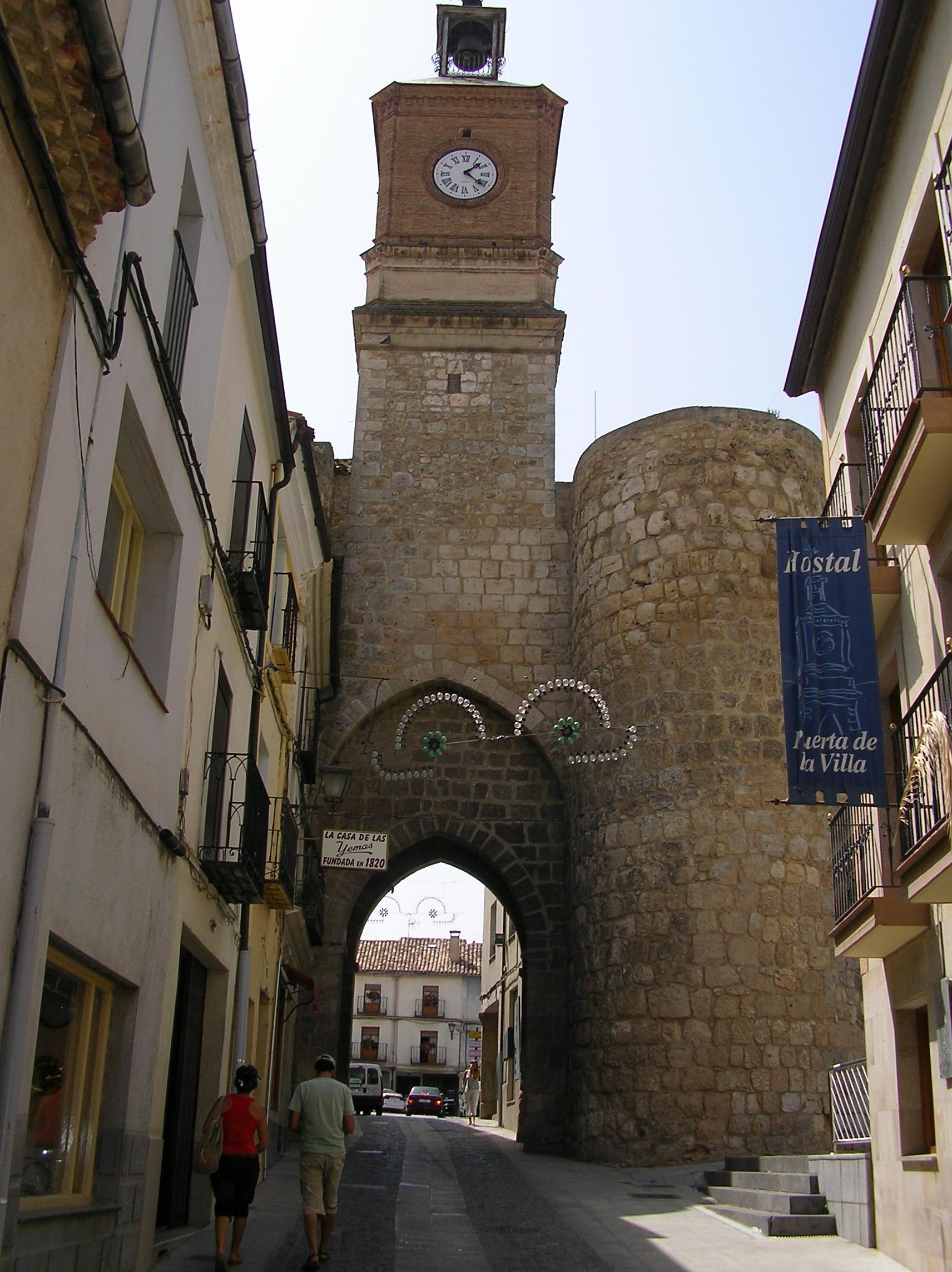
Almazán

Almazán là một đô thị ở tỉnh Soria, Castile và León, Tây Ban Nha. Theo cuộc điều tra dân số năm 2004 của INE, đô thị này có dân số 5755 người. Đô thị này có diện tích 165 km2.
Thị trấn này thuộc giáo phận Osma, một giáo phận thuộc tổng giáo phận Burgos. Thị trấn được kết nối qua Autovía A-15 và quốc lộ N-111, cách thủ đô Madrid 194 km về phía dông bắc theo đường bộ. Thị trấn tọa lạc bên bờ đông sông Duero.

## Lịch sử

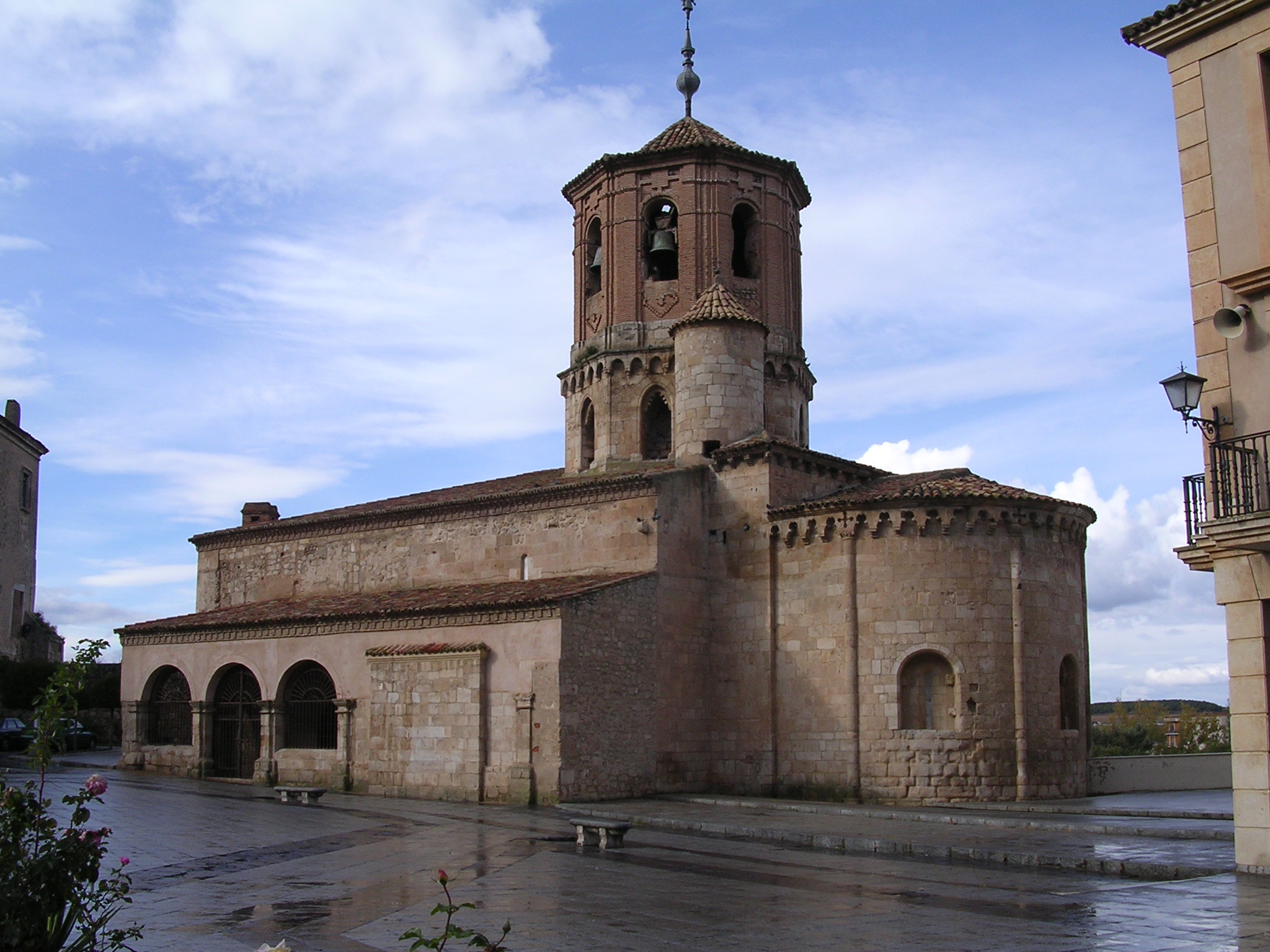
Nhà thờ San Miguel, được xây dựng vào thế kỷ 12

Vào đầu thế kỷ thứ 10, các công sự được xây dựng dọc theo sông Duero tại Soria và Almazán. Năm 1068, Almazán bị chinh phục bởi những người theo đạo Cơ đốc của Alfonso VI của León, nhưng ngay sau đó đã được phục hồi cho al-Ándalus.